# Vilhelmine Funck
Vilhelmine Funck, född Löffler 1795, död 1848, var en dansk operasångare. Hon var engagerad vid Det Kongelige Teater i Köpenhamn som operasångare 1819–1829. Hon ansågs vara vacker och med dramatisk begåvning i sitt framförande och väckte stor uppmärksamhet under sin korta karriär, men hennes röst skadades tidigt och hennes karriär blev därför kort.